# The Drums
The Drums je americká indie popová kapela z Brooklynu. Vznikla v roce 2008 v Brooklynu a její původní sestavu tvořili zpěvák Jonathan Pierce, kytarista Adam Kessler, bubeník Connor Hanwick a hráč na syntezátory Jacob Graham. Kessler skupinu později opustil a Hanwick jej následoval nedlouho poté. Své první, eponymní album kapela vydala v roce 2010. Do roku 2017 následovala tři další alba. Před vydáním čtvrté desky kapelu opustil i Graham a následně se The Drums stal Pierceovým sólovým projektem.

## Diskografie
Studiová alba
- The Drums (2010)
- Portamento (2011)
- Encyclopedia (2014)
- Abysmal Thoughts (2017)
- Brutalism (2019)

EP
- Summertime! (2009)
- iTunes Festival: London 2010 (2010)

Singly
- „Let's Go Surfing“ / „Don't Be A Jerk, Jonny“ (2009)
- „I Felt Stupid“ / „Down By the Water“ (2009)
- „Best Friend“ (2010)
- „Forever and Ever, Amen“ (2010)
- „Let's Go Surfing“ / „Don't Be A Jerk, Jonny“ (2010)
- „Me and the Moon“ (2010)
- „The New World“ (2011)
- „Money“ (2011)
- „How It Ended“ (2011)
- „Days“ (2012)
- „Magic Mountain“ (2014)
- „I Can't Pretend“ (2014)
- „Blood Under My Belt“ (2017)
- „Heart Basel“ (2017)